# Yeeeeell!
Albums de Yui Sakakibara
Joker
(2008) Bloody Tune
(2010)
Singles
Yeeeeell! est le 5e album de Yui Sakakibara, sorti sous le label LOVE×TRAX Office le 26 août 2009 au Japon. Il arrive 51e au classement de l'Oricon. Il se vend à 3 102 exemplaires la première semaine et reste classé pendant 2 semaines pour un total de 3 690 exemplaires vendus.

## Liste des titres
| 1.  | Yeeeeell!                                                    | 5:12 |
| 2.  | It's show time                                               | 4:57 |
| 3.  | Mecha Koi Ranman☆ (メチャ恋らんまん☆)                        | 4:04 |
| 4.  | Boku no Sekai (ボクノセカイ)                                 | 4:48 |
| 5.  | Action!                                                      | 4:17 |
| 6.  | Warmth                                                       | 4:18 |
| 7.  | Eternal Ring                                                 | 3:34 |
| 8.  | Taiyou no Saku Hoshi de (太陽の咲く星で)                     | 3:39 |
| 9.  | Festivity                                                    | 3:56 |
| 10. | Blue eyes                                                    | 4:37 |
| 11. | Try Real!                                                    | 4:31 |
| 12. | Selfish                                                      | 4:12 |
| 13. | Yume no Tsumi -End in childhood- (夢の罪 -End in childhood-) | 4:10 |
| 14. | Shinju no Uta (真珠のうた)                                   | 3:48 |
| 15. | Kiseki no Kizuna (2009mix) (奇跡の絆 (2009mix))              | 3:05 |